# Tuần
Tuần là một đại lượng về thời gian. 
Theo âm lịch thì một tuần là 10 ngày còn theo dương lịch thì một tuần là bảy ngày.

## Tuần âm lịch
Theo cách tính thời gian cuả người Việt trước thời Pháp thuộc thì một tháng có 3 tuần gồm thượng tuần (上旬, từ ngày mùng 1 đến ngày mùng 10), trung tuần (中旬, từ ngày 11 đến ngày 20) và hạ tuần (下旬, từ ngày 21 đến ngày 30).
Sang thế kỷ 20 cách đếm 10 ngày trong ba trường hợp kể trên: thượng tuần, trung tuần và hạ tuần, cũng được chuyển sang áp dụng với tháng dương lịch nhưng khi dùng "tuần" riêng lẻ thì là tính theo tuần lễ bảy ngày mà thôi.

## Tuần dương lịch
Khi người Tây phương, nhất là các nhà truyền giáo Công giáo La Mã sang Viễn Đông và đặt chân đến đất Việt thì họ giới thiệu cách đếm mới dựa theo chu kỳ của Kitô giáo bảy ngày. Cứ mỗi bảy ngày thì giáo sĩ làm lễ nên chu kỳ bảy ngày đó gọi là tuần lễ. Vì đa số các giáo sĩ đầu tiên đến đất Việt là người Bồ Đào Nha nên họ theo cách thức trong tiếng Bồ Đào Nha và đặt ngày Chủ Nhật là ngày đầu tuần và Thứ Bảy là ngày cuối tuần. Tiếng Việt theo thứ tự đó đặt tên bảy ngày của tuần lễ là dịch theo tiếng Bồ Đào Nha.
| Ngày trong tuần lễ | Ngày trong tuần lễ      | Ngày trong tuần lễ |
| Tiếng Bồ Đào Nha   | Nghĩa đen               | Tiếng Việt         |
| ------------------ | ----------------------- | ------------------ |
| Domingo            | Ngày của Chúa           | Chủ Nhật/Chúa Nhật |
| Segunda-feira      | Ngày lễ thứ nhì         | Thứ Hai            |
| Terça-feira        | Ngày lễ thứ ba          | Thứ Ba             |
| Quarta-feira       | Ngày lễ thứ tư          | Thứ Tư             |
| Quinta-feira       | Ngày lễ thứ năm         | Thứ Năm            |
| Sexta-feira        | Ngày lễ thứ sáu         | Thứ Sáu            |
| Sábado             | Ngày nghỉ (để phụng lễ) | Thứ Bảy            |

Cách đặt tên bảy ngày của tuần lễ trong tiếng Việt vì thế khác với nhiều ngôn ngữ lân bang. Trong Tiếng Hoa thì các ngày trong tuần được gọi là tinh kỳ (星期; nghĩa đen là "chu kỳ sao"), đếm từ "Nhất" (Thứ Hai ở Việt Nam) đến "Lục" (Thứ Bảy ở Việt Nam) và cuối cùng là "Nhật" hay "Thiên" (Chủ Nhật ở Việt Nam). Trong khi đó tiếng Nhật thì tên bảy ngày trong tuần gọi có theo tên các thiên thể lần lượt ứng với Nguyệt (月) - Hỏa (火) - Thủy (水) - Mộc (木) - Kim (金) - Thổ (土) - Nhật (日) tương tự như Tiếng Anh.
Một tháng có khoảng hơn 4 tuần lễ và một năm có khoảng 52-53 tuần lễ.

## Định nghĩa và khoảngthời gian
Một tuần được quy định là một khoảng thời gian gồm 7 ngày, trừ lúc quy ước giờ mùa hè hoặc giây nhuậnː
1 tuần = 7 ngày = 168 giờ = 10080 phút = 604800 giây
Theo quy định của lịch Gregoryː
- 1 năm gồm 52 tuần cộng thêm một ngày (2 ngày nếu như đó là năm nhuận)
- 1 tuần = 1600⁄6957 ≈ 22.9984% của một tháng được tính trung bình

Trong cách tính của loại lịch trên, có  365,2425 ngày, tức là có 52+71⁄400 hay là xấp xỉ 52,1775 tuần (không giống với lịch Julius có 365,25 ngày, tương đương với 52+5⁄28 hay 52,1786 tuần, tức là nó không được biểu diễn bởi một sự khai triển thập phân xác định). Thực sự thì dôi ra 20,871 tuần trong 400 năm lịch Gregory, vì vậy ngày 7 tháng 3 năm 1617 là một ngày thứ Ba giống ngày 7 tháng 3 năm 2017.
Nếu căn cứ theo quỹ đạo của Mặt Trăng, một tuần là 23,659% của một quỹ đạo quay của nó hoặc là 94,637% của một phần tư của chu kỳ đó.
Theo dòng lịch sử, hệ thống chữ cái của Chúa (các chữ cái từ A đến G được sử dụng để xác định các ngày trong tuần của một năm đã xác định) đã được sử dụng để thuận tiện cho việc tính toán. Một ngày trong tuần được xác định bằng việc sử dụng số chỉ ngày Julian của một ngày (viết tắt trong tiếng Anh là JD, gồm các số nguyên dựa vào các thời gian phổ quát được tính bắt đầu vào ban ngày): cụ thể là thêm một ngày vào số dư sau khi chia số chỉ ngày Julian cho 7 thì ta sẽ được số chỉ số thứ tự của một ngày trong tuần. Ví dụ, số chỉ ngày Julian của ngày 7 tháng 3 năm 2017 là 2457820. Chia số này cho 7 thì sẽ được số dư là 1. Lấy 1 cộng 1 thì sẽ được 2. Số thứ tự 2 thì chỉ có thể là ngày thứ Ba.

## Tên gọi trong các ngôn ngữ khác
Từ chỉ tuần trong tiếng Anh là week, nguyên thủy là wice trong tiếng Anh cổ với nguồn gốc từ một tiền tố của  tiếng Proto-Germanic: wikōn- và wik- có nghĩa là chuyển động, thay đổi. 
Những ngôn ngữ khác thì "tuần lễ" lấy con số 7 làm gốc để tạo từ. Ví dụ như tiếng Hy Lạp thì ghi là ἑβδομάς (evdomás, có nghĩa là "thứ tự thứ bảy"). Tiếng tiếng Latin thì dùng septimana, phái sinh ra các biến thể của trong các Nhóm ngôn ngữ Rôman. Tiếng Anh một thuở cũng dùng danh từ sennight hay sen'night tức là đọc tắt  seven-night. Danh từ này đến thế kỷ 19 còn dùng như trong thư tịch của Jane Austen nhưng sau đó biến mất, chỉ xuất hiện trong giới hoài cổ.
Trong Ngữ tộc Slav thì từ gốc là tъ(žь)dьnь, tron đó tъ có nghĩa là "cái này" và dьnь có nghĩa là "ngày". Tiếng Serbia-Croatia viết là тједан, tương ứng với тиждень (tiếng Ukraina),  týden (tiếng Séc) và tydzień (tiếng Ba Lan).  Ngoài ra họ còn dùng hai cách khác: 
1. нєдѣлꙗ (viết theo ký tự Latin là nedělja) vốn dịch chữ Feria của Latin
2. седмица (sedmitsa) có nghĩa là thuộc về con số bảy.